# ヒロシ&キーボー
ヒロシ&キーボー（ヒロシアンドキーボー）は、日本の歌手。1982年（昭和57年）に、RCA（RVC）からリリースされたシングル曲「3年目の浮気」のヒットで知られる。

## メンバー
- 黒沢 博（くろさわ ひろし、1948年10月18日 - 2024年9月6日[1][2][3]）
  - 黒沢年雄の実弟（四人兄弟の三男）。コンビ結成前は寺内タケシとバニーズのヴォーカリスト兼ギタリスト（1966年 - 1971年）。藤堂博（俳優や1976年のEP「伝言板」ポリドール DR 6057）、くろさわ博名義での活動歴もある。コンビ解消後はアーティスト.FIVEに所属し、ソロ歌手として活動。2018年（平成30年）に映画初主演した。

- キーボー（本名：山田 喜代子、1957年1月18日-）
  - 静岡県浜松市出身、上京後、レコードデビューまで6年。その間、アルバイトをしながらボイストレーニングに励む。OL生活を経てオーディションで選ばれる。1984年（昭和59年）のコンビ解消後はソロで活動。

## 経歴
1982年、コンビを結成し、「3年目の浮気」でデビュー。同曲は、オリコン3週連続1位、累計売上130万枚のヒットとなり、日本有線大賞・全日本有線放送大賞で最優秀新人賞を受賞する。翌年に「5年目の破局」「危険なクラス会（7年目の洒落）」「マチコ」などを発表した。1984年、コンビを解消した。
解散後も、「3年目の浮気」は替え歌やパロディを通じて親しまれた。ヒロシ＆キーボーも、爆笑問題カーボーイ「3年目の浮気・復活SP」で、スタッフや爆笑問題、そして投稿者が危惧するほどのきわどいフレーズの替え歌を拒否することなく歌っていた。この反響は大きく、新聞のラジオ欄に「ヒロシ＆キーボー復活」という記事が掲載されたほどであった。ただし、実際に2人が会うことはなく、別々に録音されたものを合わせたものである。
2012年（平成24年）春のソフトバンクモバイルのキャンペーンCMでは、「3年目の浮気」の替え歌が起用され、黒澤自身が本人役で出演している。（同CMのデュエットの相手はトリンドル玲奈）
NHK紅白歌合戦に出場歴がない。大ヒットした「3年目の浮気」の歌詞の内容により紅白に出場できなかったと、「HEY!HEY!HEY! MUSIC CHAMP」（フジテレビ）出演時に二人は語っている。
2024年9月6日、黒沢博が死去した。訃報は翌日に黒沢年雄のブログで明かされた。75歳没。2017年12月にステージ1の前立腺がんであることを公表し闘病しながら精力的に活動を続けていた。死因は明らかにされていないが、親しい関係者は慢性骨髄性白血病であることを公表した。

## ディスコグラフィー

### シングル
- 3年目の浮気 c/w 愛し合うなら…今（RHS-77、1982年8月21日）- オリコン最高1位[5]
- 5年目の破局 c/w 煌めいてエメラルド（RHS-92、1983年3月5日）- オリコン最高32位[5]
- 危険なクラス会（7年目の洒落）c/w 枯葉のように（RHS-107、1983年6月）
- マチコ c/w バハマ レイディー（RHS-122、1983年）
- 30年目の本気（TECA-13797、2017年、ナオミ・グレースとのデュエット曲）[6][7][8]

### アルバム
- 3年目の浮気/ヒロシ&キーボー（RHL-8316、1982年）
- ベスト16/ヒロシ&キーボー（RHL-8349、1983年）

### 受賞
- 日本有線大賞 最優秀新人賞[4]
- 全日本有線放送大賞 最優秀新人賞[4]
- 日本演歌大賞 期待賞

## 出演

### テレビ
- 8時だョ!全員集合（TBS）
- あぶない少年III（1988年、テレビ東京）※キーボーのみ
- 独占!金曜日の告白SP（フジテレビ）「売れなきゃよかった 大ヒット曲に狂わされた壮絶人生」（2007年12月14日放送）
- 第40回思い出のメロディー（NHK、2008年8月30日）NHKの番組で、初めて歌う。
- HEY!HEY!HEY!冬の名曲2時間スペシャル（2010年12月13日、CX）
- 2011年見納め総決算! さんまのからくりTV（2011年12月18日、TBS）からくりみんなの!かえうたのコーナー
  - 番組内で3年目の浮気の替え歌の『31年目の本当』を披露している。

### ラジオ
- 爆笑問題カーボーイ
  - 2008年2月19日放送の特別企画で、リスナーから投稿された『3年目の浮気』の替え歌を歌った。実際に2人が会うことはなく、別々に録音されたものを合わせたものである。
- ストリーム - 2008年8月26日放送の特別企画「あの人は今・・・・!!」

### 映画
- 30年目の本気[6][9][10]